# Византийски коридор
Византийски коридор (на италиански: Corridoio Bizantino) е неофициалното име, с което е известно Херцогство Перуджа (на латински: Ducatus Perusiae), обхващащо тясна териториална ивица от Равенския екзархат, принадлежаща днес към италианските региони Лацио, Умбрия и Марке. Тази територия играе решаваща стратегическа роля за Византийската империя в Италия, тъй като позволява връзката между Равена и Рим през Виа Америна.

## Произход
Коридорът се формира през 70-те години на 6 век, когато лангобардските завоевания пощадяват планинска ивица от римска територия, състояща се от замъци, трудни за превземане за тях, като тези на Нарни, Амелия, Тоди, Перуджа и Губио, гравитиращи отчасти към Виа Америна, тъй като Виа Фламиния, по-лесна като маршрут, вече е в ръцете на новите завоеватели. Ломбардските завоевания довеждат до реорганизация на имперските провинции в Италия, която се състои в трансформирането на преторианската префектура в екзархат и замяната на епархиите с херцогства. По този начин Херцогство Перуджа се оказва в центъра на внимателни военно-политически стратегии, прилагани както от римляните, така и от лангобардите. Всъщност докато римляните са в състояние да търсят маршрут, който да представлява валидна алтернатива на Виа Фламиния, за да позволи комуникациите и връзката между Рим, седалището на духовната власт, и Равена, седалището на императорското управление в Италия, лангобардите вместо това, в допълнение към преследването на мечтата си да влязат в Рим, се опитват да предотвратят връзките между Рим и Равена. Освен това лангобардите от Херцогство Сполето, обединявайки владенията си с лангобардските, намиращи се в Тусция, освен че предотвратяват всякаква комуникация между двата града, окончателно биха премахнали всяка възможност за защита на Рим, като по този начин реализират своето политическо желание да поставят целия полуостров под свое владение.

## Граници
В контекста на Равенския екзархат този коридор поставя в пряка връзка тиренските владения с адриатическите, граничейки на запад с Херцогство Тусция и на изток с Херцогство Сполето, и двете лангобардски .Виа Фламиния е под контрола на Херцогство Сполето за целия си участък в Умбрия, но след преминаването на Хелвилум (Фосато ди Вико) тя преминава под контрола на римляните, навлизайки в планински Пентаполис. Границата между двете владения е планинският проход Пасо дела Скеджа. Виа Америна, от друга страна, контролирана от римляните по целия си маршрут, произхожда от областта Вейи на височината на mansio ad Vacanas, откъдето се отделя от Виа Касия и минава през центровете на Непи, Фалерии Новии, Амелия и след това до Тоди и Перуджа. След Перуджа стига до Губио, пресича Пасо дела Скеджа и при Luceoli (близо до днешния Кантиано) се свързва с Виа Фламиния.
От крепостта Luceoli, Виа Фламиния води през клисурите на Бурано и Фурло до другите места на Пентаполиса: Кали, Фосомброне чак до Фано. Пристигайки във Фано в морския Пентаполис, от близкия Пезаро, се достига до Римини. Тук свършва Виа Фламиния и започва Виа Попилия, която по крайбрежието води до столицата Равена.